# Positions (singel Ariany Grande)
Positions (stylizowany zapis małymi literami) – utwór muzyczny amerykańskiej piosenkarki i autorki tekstów Ariany Grande wydany 23 października 2020 roku, nakładem wytwórni Republic Records jako główny singel promujący jej szósty album studyjny o tej samej nazwie. Piosenka została napisana przez Grande, Angelinę Barrett, Briana Batesa, Niję Charles, Tommy'ego Browna, Stevena Franksa oraz London on da Track i wyprodukowana została przez ostatnią trójkę.
„Positions” jest piosenkę o gatunku pop oraz R&B zbudowaną wokół trapowych uderzeń, brzmień gitary i skrzypiec, która mówi o romantycznych propozycjach Grande względem swojego partnera. Utwór spotkał się z generalnie pozytywnymi recenzjami krytyków muzycznych, którzy skomplementowali śmiały, ale odprężony wydźwięk piosenki. Akompaniujący teledysk wyreżyserowany przez Dave'a Meyersa został opublikowany tego samego dnia i przedstawia Grande jako prezydent Stanów Zjednoczonych.
Singel zadebiutował na szczycie amerykańskiej listy Hot 100, stając się piątym numerem jeden Grande oraz poszerzając jej rekord debiutów na pierwszej pozycji w tym notowaniu do pięciu. Grande również jest jedyną artystką, której udało się zadebiutować wszystkie główne single promujące jej albumy w top 10 w Stanach. Utwór również zadebiutował na szczycie globalnych list magazynu „Billboard” Global 200 oraz Global 200 Excl. US, dzięki czemu „Positions” jest pierwszą piosenką, która zadebiutowała jednocześnie na tych obu listach oraz amerykańskiej Hot 100. „Positions” również dotarło do szczytu zestawień w Australii, Grecji, Irlandii, Kanadzie, Litwie, Nowej Zelandii, Singapurze oraz Wielkiej Brytanii, gdzie w ostatnim państwie jest to jej siódmy numer jeden. Piosenka również dotarła do top 10 w trzydziestu innych krajach. Singel został pokryty platyną w Australii, Kanadzie i Stanach Zjednoczonych.

## Wydanie
14 października 2020 roku Grande ogłosiła w mediach społecznościowych, że jej nadchodzący szósty album studyjny zostanie wydany w tym samym miesiącu. Trzy dni później opublikowała film w zwolnionym tempie, w którym wpisuje słowo „pozycje” na klawiaturze. Tego samego dnia oficjalna strona Grande rozpoczęła dwa odliczania, do 23 października 2020 oraz 30 października 2020. Grande opublikowała okładkę i ujawniła datę premiery piosenki 21 października. Później, tego samego dnia, piosenkarka opublikowała fragment utworu w mediach społecznościowych. „Positions” zostało wydane do pobrania, strumieniowania oraz kupienia na płycie CD 23 października. Utwór został wydany w formacie contemporary hit radio w Wielkiej Brytanii tego samego dnia, a w Stanach 27 października.

## Kompozycja
„Positions” jest piosenką pop i R&B o średnim tempie oraz z elementami trapu. Kompozycja została napisana w kluczu d-moll z tempem 72 uderzeń na minutę, a wokale Grande mają rozpiętość od F3 do A6. Piosenka opowiada o tym, jak Grande obiecuje swojemu kochankowi, że będzie chciała próbować nowych rzeczy. Annie Zaleski z „The A.V. Club” napisała, że piosenka jest o „ustatkowaniu się, nadal zachowując swoją tożsamość”. Niektóre słowa piosenki, w tym te w refrenie, w którym piosenkarka śpiewa „Zmieniam moje pozycje dla Ciebie/Gotuję w kuchni i jestem w sypialni” zawierają podteksty seksualne. Brittany Spanos z magazynu „Rolling Stone” określiła piosenkę jako „prosty pretekst do brudnych zabaw kiedykolwiek i gdziekolwiek”. Spekulowano, że piosenka została napisana dla obecnego chłopaka Grande, Daltona Gomeza. Niektórzy również podejrzewali, że jedna z linii („Mam nadzieję, że historia się nie powtórzy”) jest nawiązaniem do jej byłego chłopaka Pete'a Davidsona, przez pauzę między sylabami w słowie „repeat”. Instrumentacja piosenki zawiera gitarowe pizzicato, skrzypce i trapowe bębny. Kate Hutchinson z „The Observer” porównała kompozycję tej piosenki do singla Craiga Davida „7 Days” z albumu Born to Do It.

## Odbiór krytyczny
Recenzja opublikowana w „The Guardian”, opisała „Positions” jako „silną popowo-R&B piosenkę”. Hannah Mylrea z „NME” napisała, że utwór jest „mocnym wstępem do następnej ery [Grande]”, pomimo że nie jest to piosenka „idąca na całość z byciem popowym cudem” oraz opisała ją jako „śmiałą, ale odprężoną”, wzmocnioną o strunowe brzmienia i „akustyczne gitary podobne do wczesnych utworów Justina Timberlake'a”. Pisząc dla „Vulture”, Craig Jenkins opisał piosenkę jako „zachwycająco prostą” i „łagodną” jak poprzednie piosenki Grande „Best Mistake” (2014) i „Knew Better” (2016). Utwór również przypomina mu te zawarte w albumie Justina Biebera Changes czy też takie jak Mariah Carey wypuszczała pod koniec lat 90. Dodał on również, że „Positions” „jest jak rap, ale jest również radosna, odprężona i krótka, dzięki czemu osiągnęła ona taki sukces komercyjny”. Bobby Olivier z magazynu „Spin” napisał, że utwór zawiera „melodię, której nie da się pozbyć z głowy, która jest odpowiednia do puszczania w radiu”. Mike Wass ze strony „Idolator” okrzyknął „Positions” jako najlepszy główny singel wydany przez Grande aktualnie z „natychmiast wpadającym do ucha” refrenie. Wass nazwał piosenkę „zachwycającą”, „dobrą do strumieniowania”, z R&B-popową melodią, która „wchodzi w twoją świadomość i nie chce jej opuścić”.
Według Joana Summersa ze strony „Jezebel”, piosenka brzmiała „znajomo”. Po wydaniu albumu, Mary Siroky z „Consequence of Sound” nazwała „Positions” najsłabszą piosenką z niego, nazywając utwór „perfekcyjnie zadowalającą piosenką o średnim tempie, która nie oferuje nic więcej niż reszta albumu”. W recenzji opublikowanej na „Sputnikmusic”, beat piosenki został nazwany „nie do odróżnienia” od reszty albumu.

### Listy końcoworoczne
Pracownicy magazynu „Billboard” określili „Positions” jako „zmysłowy utwór R&B” i umieślili go na 21. miejscu w rankingu najlepszych piosenek 2020 roku. „W «Positions» Grande śpiewa z pewnością siebie o pragnieniu pójścia «z kuchni do sypialni», przyznając że kobiety właściwie są wielowymiarowe”, przyznali następnie, że „«Positions» będzie zapamiętane jako postawienie stwierdzenia, wraz z domieszką beztroski w jednym z najbardziej gorących momentów—jednym z wielu w 2020 roku”.
| Publikacja      | Lista                                       | Pozycja     | Źr.    |
| --------------- | ------------------------------------------- | ----------- | ------ |
| Amazon Music    | Best Songs of 2020                          | 31          | [ 36 ] |
| Apple Music     | The 100 Best Songs of 2020                  | 3           | [ 37 ] |
| Billboard       | The 100 Best Songs of 2020                  | 21          | [ 35 ] |
| Billboard       | The 30 Best Pop Songs of 2020               | Umieszczono | [ 38 ] |
| The Diamondback | The Diamondback's 20 Favorite Songs of 2020 | 15          | [ 39 ] |
| The Guardian    | Michael Cragg's Best Tracks of 2020         | Umieszczono | [ 40 ] |
| i-D             | Best Songs of 2020                          | Umieszczono | [ 41 ] |
| PopBuzz         | The 20 Best Singles of 2020                 | 9           | [ 42 ] |
| The Quietus     | Quietus Tracks of the Year 2020             | 75          | [ 43 ] |
| Rolling Stone   | Top 100 Songs of 2020                       | 84          | [ 44 ] |
| Spotify         | Best Pop Songs of 2020                      | 6           | [ 45 ] |
| Stereogum       | The Top 40 Pop Songs of 2020                | 11          | [ 46 ] |
| Tidal           | Songs of the Year 2020                      | 21          | [ 47 ] |
| Tidal           | Best Pop Songs of 2020                      | 8           | [ 48 ] |

## Odbiór komercyjny

### Amryka Północna i cały świat
„Positions” zadebiutowało na szczycie amerykańskiej listy Hot 100 pod koniec tygodnia 7 listopada 2020 roku, stając się piątym numerem jeden Grande. Piosenka zadebiutowała również na szczycie Streaming Songs z 35,3 miliona strumieni ze Stanów oraz na drugiej pozycji Digital Songs z 34 tysiącami sprzedanych kopii. Wraz z debiutem „Positions”, Grande poszerzyła swój rekord największej liczby utworów, które zadebiutowały na szczycie Hot 100 do pięciu, stając się pierwszą artystką, która zadebiutowała ponad trzy piosenki na pierwszym miejscu tego zestawienia. Grande również stała się pierwszą artystką, której trzy piosenki zadebiutowały na pierwszej pozycji w roku kalendarzowym, gdyż wcześniej w 2020 roku jej współpracę („Stuck with U” z Justinem Bieberem oraz „Rain on Me” z Lady Gagą) również zadebiutowały na szczycie Hot 100. Dzięki temu, Grande stała się pierwszą artystką, od Drake'a, która zadebiutowała trzy single na szczycie tego notowania oraz pierwszą kobietą od Rihanny i Katy Perry, która miała trzy numery jeden w roku kalendarzowym, gdyż te artystki osiągnęły to w 2010 roku. „Positions” jest dziesiątym utworem, który zadebiutował na pierwszym miejscu Hot 100 w 2020 roku, poszerzając rekord największej liczby piosenek, które zadebiutowały na szczycie tej listy.
„Positions” również pojawiło się na innej amerykańskiej liście, wydawanej przez magazyn „Rolling Stone” Top 100. Utwór tam zadebiutował na drugiej pozycji 30 października, gdyż został zablokowany przez piosenkę Luke'a Combsa „Forever After All”, gdyż kompozycja tego artysty była bardziej pobierana od „Positions”. W następnym tygodniu singel dotarł na szczyt notowania z 152,5 tysiącami sprzedanych kopii.
W Kanadzie „Positions” zadebiutowało na szczycie Canadian Hot 100, stając się piątym numerem jeden Grande tamże. Również piosenka zadebiutowała na drugim miejscu notowania Canadian Digital Songs Sales. „Positions” również zadebiutowało na szycie globalnych zestawień magazynu „Billboard” Global 200 i Global 200 Excl. US, stając się pierwszą piosenką, która jednocześnie zadebiutowała na pierwszym miejscu obu tych notowań. Również, Grande stała się pierwszą Amerykanką, która posiada singel numer jeden w zestawieniu Global 200 Excl. US.

### Reszta świata
W Wielkiej Brytanii „Positions” zadebiutowało na szczycie UK Singles Chart 30 października 2020 roku, stając się siódmym numerem jeden Grande w tym kraju. Singel zadebiutował z 61 tysiącami notowanych kopii, w które wchodziło 7,6 mln strumieni utworu „Positions”, będąc siódmym debiutem na pierwszym miejscu UK Singles Chart, poszerzyło rekord Grande z największą liczbą debiutów na tym miejscu przez kobietę, gdzie poprzednimi rekordzistkami były Madonna, Britney Spears, Rihanna i Cheryl Cole z pięcioma debiutami na szczycie tego zestawienia. Z tym singlem, Grande dołączyła do artystów, którzy mają siedem numerów jeden w Wielkiej Brytanii. Inni tacy artyści to Elton John, George Michael, Jess Glynne, Justin Bieber, Kylie Minogue, McFly, Michael Jackson, Robbie Williams, Sam Smith, Tinie Tempah, U2 i Beyoncé. W drugim tygodniu notowania, „Positions” pozostało na szczycie UK Singles Chart. W tym samym tygodniu, album Positions zadebiutował na pierwszym miejscu UK Albums Chart. Jest to drugi raz gdy Grande miała singel i album numer jeden w tym samym tygodniu, po raz pierwszy taka sytuacja miała miejsce w lutym 2019, gdzie Thank U, Next było na szczycie UK Albums Chart, a „Break Up with Your Girlfriend, I’m Bored”, a później „7 Rings”, dominowało na UK Singles Chart. W trzecim tygodniu notowania, utwór pozostawał na szczycie notowania z 44 tysiącami sprzedanych kopii, w które składało się 5,4 miliona strumieni. „Positions” pozostało na szczycie UK Singles Chart przez czwarty tydzień, gdzie sprzedało się w 44,6 tysiącach kopii, na które składało się 5,6 miliona strumieni. W tym tygodniu, „Positions” zrównało się w długości pozostania na numerze jeden w tym zestawieniu z „7 Rings”. W piątym tygodniu notowania, singel ten stał się drugim najdłużej przebywającym utworem Grande na szczycie UK Singles Chart, przewyższając „7 Rings” oraz trzecim najdłużej przebywającym singlem na numerze jeden w 2020 roku. W kolejnym tygodniu notowania, „Positions” nadal pozostawało na szczycie listy przebojów, stając się najdłużej przebywającym singlem na pierwszej pozycji Grande w Wielkiej Brytanii, razem z „Thank U, Next”. Utwór również stał się drugim najdłużej przebywającym singlem na numerze jeden w kraju, razem z „Head & Heart” oraz „Rockstar”.
W Irlandii „Positions” zdominowało Irish Singles Chart, stając się siódmym numerem jeden Grande tamże. Utwór ten był najbardziej strumieniowanym i pobieranym utworem tygodnia 30 października 2020 roku. Z tym singlem, Grande dołączyła do Calvina Harrisa i Lady Gagi na szóste miejsce pod względem liczby numerów jeden w Irlandii.
W Australii „Positions” zadebiutowało na szczycie ARIA Singles Chart 2 listopada 2020 roku, stając się czwartym numerem jeden Grande tamże. „Positions” jest również trzecim singlem w top 3 piosenkarki w 2020 roku, po „Stuck with U” i „Rain on Me”. W Nowej Zelandii „Positions” zadebiutowało na szczycie New Zealand Singles Chart, stając się szóstym numerem jeden Grande tamże. Jest to również drugi singel numer jeden piosenkarki w 2020 roku, po „Stuck with U”.

## Teledysk

### Produkcja i wydanie
Akompaniujący teledysk do „Positions” został opublikowany wraz z wydaniem singla 23 października 2020 roku. Teledysk został wyreżyserowany przez Dave'a Meyersa i przedstawiała on Grande jako panią prezydent Stanów Zjednoczonych. Wiele scen do teledysku zostało nagranych w bibliotece prezydenckiej oraz muzeum Richarda Nixona w kalifornijskiej miejscowości Yorba Linda. Wideoklip został obejrzany ponad milion razy w godzinę od jego publikacji. 26 października piosenkarka opublikowała sceny zza kulis nagrywania teledysku.

### Streszczenie

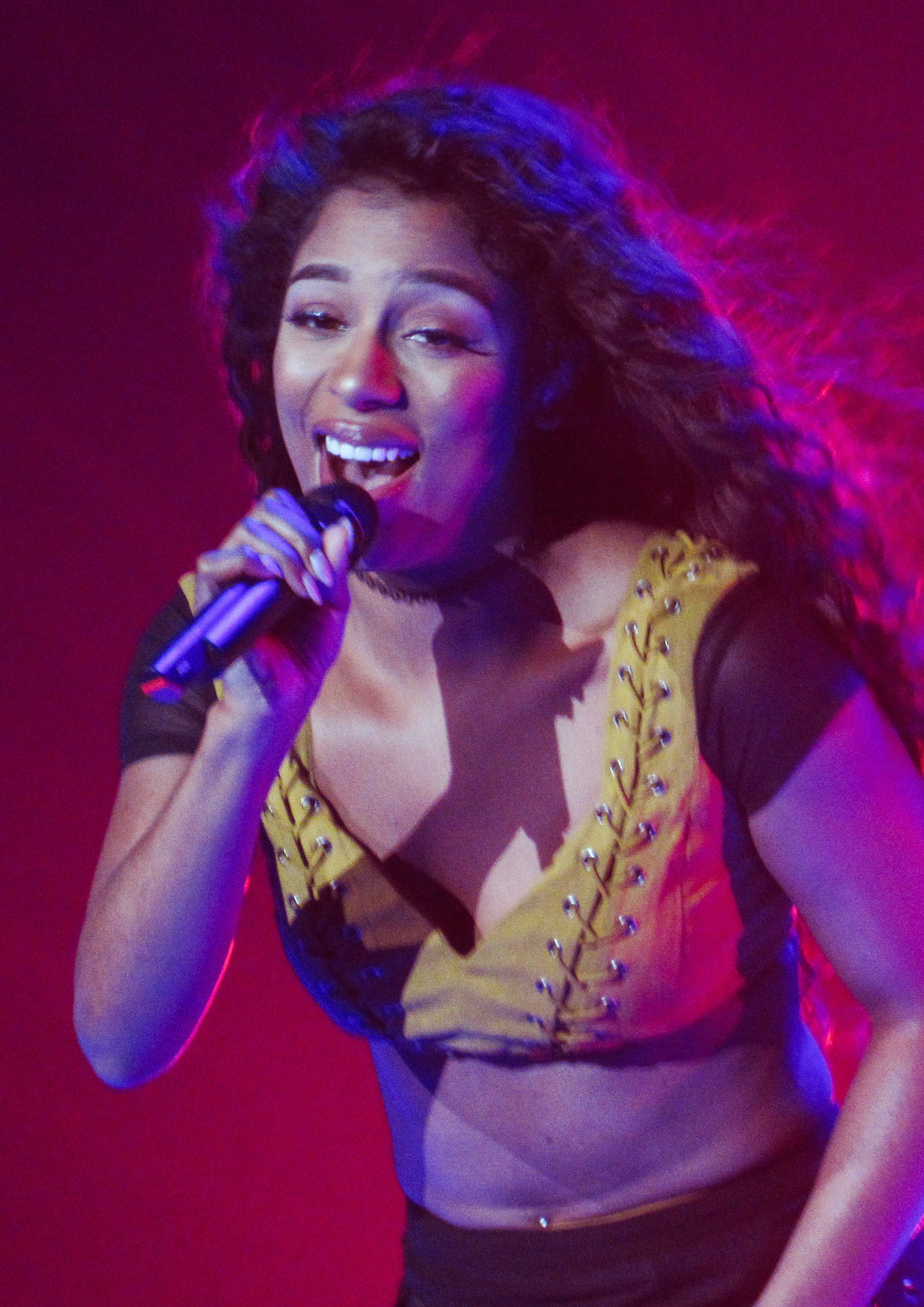
Victoria Monét była jedną z autorek tekstu „Positions” oraz pojawiła się w teledysku

W teledysku Grande wypełnia różne obowiązki prezydenckie, a również te domowe, w tym nadzorowanie spotkania w Gabinecie Stanów Zjednoczonych, podpisywanie rozporządzeń wykonawczych w Gabinecie Owalnym, dawanie medali pracownikom poczty (w odpowiedzi na Kryzys Pocztowy w Stanach Zjednoczonych w 2020 roku), wyprowadzanie psów po South Lawn i gotowanie w kuchni Białego Domu. Poprzez wideoklip piosenkarka ma różne stroje, które przypominają te noszone przez byłą Pierwszą Damę Stanów Zjednoczonych, Jacqueline Kennedy Onassis. W klipie pojawiają się wieloletni współpracownicy Grande, tacy jak Tayla Parx i Victoria Monét, a także matka piosenkarki, Joan. Krytycy zauważyli korelację między motywem teledysku a ostatnią debatą prezydencką w Stanach Zjednoczonych w 2020 roku, która się odbyła kilka godzin przed publikacją teledysku.

### Występy gościnne
Lista osób, które gościnnie wystąpiły w teledysku:
- Darrion Gallegos
- Joan Grande
- Josh Liu
- Misha Lambert
- Nija Charles
- Paula Ayotte
- Taya Shawki
- Tayla Parx
- Tyler Ford
- Victoria Monét

Źródło:.

### Odbiór
W rankingu 25 najlepszych teledysków 2020 roku, magazyn „Billboard” umieścił klip do „Positions” na szóstym miejscu, gdzie Christine Werthman go skomentowała słowami „mniej niż dwa tygodnie przed Dniem Wyborów, Grande pozwoliła nam pomarzyć o nowym, naprawdę dobrze ubranym reżimem w Białym Domu”, dodała również, że „Grande przejmuje władzę i pokazuje swoją siłę w każdym otoczeniu”. Czasopismo „Vogue” okrzyknęło ten klip jednym z najbardziej stylowych teledysków 2020 roku. Na stronie „Idolator”, „Positions” zostało umieszczone na 22. miejscu ich rankingu najlepszych wideoklipów roku, wraz z posumowaniem, że teledysk „jednocześnie jest staromodny, ale też patrzącym w przyszłość”.

## Personel
- Ariana Grande – wokale, wokale wspierające, tekst, produkcja wokali, aranżacja, inżynieria
- London on da Track – tekst, produkcja
- Tommy Brown – tekst, produkcja
- Mr. Franks – tekst, produkcja
- James Jarvis – tekst, gitara
- Nija Charles – tekst
- Angelina Barrett – tekst
- Billy Hickey – inżynieria
- Serban Ghenea – miksowanie
- Randy Merrill – mastering
- Wendy Goldstein – A&R
- Kenneth Jarvis III – A&R

Źródło:.

## Notowania i certyfikaty
| Terytorium                   | Notowanie                          | Pozycja | Źr.     |
| ---------------------------- | ---------------------------------- | ------- | ------- |
| Argentyna                    | Argentina Hot 100                  | 42      | [ 72 ]  |
| Australia                    | Top 50 Singles                     | 1       | [ 73 ]  |
| Austria                      | Ö3 Austria Top 40                  | 7       | [ 74 ]  |
| Belgia                       | Ultratop 50 Flanders               | 14      | [ 75 ]  |
| Belgia                       | Ultratop 50 Wallonia               | 6       | [ 76 ]  |
| Brazylia                     | Top 100 Brazil                     | 86      | [ 77 ]  |
| Bułgaria                     | Svetovniyat Top 10                 | 4       | [ 78 ]  |
| Cały świat                   | Global 200                         | 1       | [ 79 ]  |
| Chorwacja                    | Airplay Radio Chart                | 13      | [ 80 ]  |
| Czechy                       | Singles Digitál Top 100            | 23      | [ 81 ]  |
| Dania                        | Track Top-40                       | 4       | [ 82 ]  |
| Dominikana                   | Radio Airplay Chart                | 4       | [ 83 ]  |
| Europa                       | Euro Digital Songs                 | 3       | [ 84 ]  |
| Finlandia                    | Suomen virallinen lista            | 7       | [ 85 ]  |
| Francja                      | Top Singles                        | 20      | [ 86 ]  |
| Grecja                       | Digital Singles Chart              | 1       | [ 87 ]  |
| Hiszpania                    | Top 100 Canciones                  | 23      | [ 88 ]  |
| Holandia                     | Dutch Top 40                       | 9       | [ 89 ]  |
| Holandia                     | Single Top 100                     | 6       | [ 90 ]  |
| Irlandia                     | Top 100 Singles                    | 1       | [ 91 ]  |
| Islandia                     | Tónlist                            | 38      | [ 92 ]  |
| Izrael                       | Media Forest                       | 1       | [ 93 ]  |
| Japonia                      | Japan Hot 100                      | 39      | [ 94 ]  |
| Kanada                       | Canadian Hot 100                   | 1       | [ 51 ]  |
| Kanada                       | CHR/Top 40                         | 3       | [ 95 ]  |
| Kanada                       | Hot AC                             | 14      | [ 96 ]  |
| Korea Południowa             | Digital Chart                      | 160     | [ 97 ]  |
| Liban                        | The Official Lebanese Top 20       | 5       | [ 98 ]  |
| Litwa                        | Singlų Top 100                     | 1       | [ 99 ]  |
| Łotwa                        | Latvijas Top 40                    | 4       | [ 100 ] |
| Macedonia Północna           | Radio Airplay Chart                | 7       | [ 101 ] |
| Malezja                      | Top 20 Most Streamed International | 1       | [ 102 ] |
| Malta                        | Radio Airplay Chart                | 5       | [ 103 ] |
| Niemcy                       | Top 100 Single                     | 9       | [ 104 ] |
| Norwegia                     | VG-lista                           | 7       | [ 105 ] |
| Nowa Zelandia                | Top 40 Singles                     | 1       | [ 61 ]  |
| Portugalia                   | Portugese Singles Chart            | 4       | [ 106 ] |
| Rumunia                      | Airplay 100                        | 42      | [ 107 ] |
| Salwador                     | Top 20 Tocadas                     | 10      | [ 108 ] |
| Serbia                       | Radio Airplay Chart                | 6       | [ 109 ] |
| Singapur                     | RIAS Top Charts                    | 1       | [ 110 ] |
| Słowacja                     | Rádio Top 100                      | 80      | [ 111 ] |
| Słowacja                     | Singles Digitál Top 100            | 7       | [ 112 ] |
| Stany Zjednoczone            | Hot 100                            | 1       | [ 113 ] |
| Stany Zjednoczone            | Adult Top 40                       | 12      | [ 114 ] |
| Stany Zjednoczone            | Dance/Mix Show Airplay             | 9       | [ 115 ] |
| Stany Zjednoczone            | Mainstream Top 40                  | 1       | [ 116 ] |
| Stany Zjednoczone            | Rhythmic Songs                     | 7       | [ 117 ] |
| Stany Zjednoczone            | Rolling Stone Top 100              | 1       | [ 118 ] |
| Szkocja                      | Scottish Singles Chart             | 3       | [ 119 ] |
| Szwajcaria                   | Singles Top 100                    | 5       | [ 120 ] |
| Szwecja                      | Sverigetopplistan                  | 10      | [ 121 ] |
| Wenezuela                    | Radio Airplay Chart                | 4       | [ 101 ] |
| Węgry                        | Single Top 40                      | 1       | [ 122 ] |
| Węgry                        | Stream Top 40                      | 2       | [ 123 ] |
| Wielka Brytania              | UK Singles Chart                   | 1       | [ 124 ] |
| Włochy                       | Singles Chart                      | 18      | [ 125 ] |
| WNP                          | Top Radio Hits                     | 276     | [ 126 ] |
| Zjednoczone Emiraty Arabskie | Radio Airplay Chart                | 10      | [ 127 ] |

| Terytorium | Notowanie        | Pozycja | Źr.     |
| ---------- | ---------------- | ------- | ------- |
| Brazylia   | Top 50 Streaming | 20      | [ 128 ] |

| Terytorium | Notowanie    | Pozycja | Źr.     |
| ---------- | ------------ | ------- | ------- |
| Holandia   | Dutch Top 40 | 79      | [ 129 ] |

| Kraj                     | Certyfikat         | Sprzedaż   | Źr.     |
| ------------------------ | ------------------ | ---------- | ------- |
| Australia (ARIA)         | platynowa płyta    | 70 000+    | [ 130 ] |
| Hiszpania (PROMUSICAE)   | złota płyta        | 20 000+    | [ 131 ] |
| Kanada (MC)              | platynowa płyta    | 80 000+    | [ 132 ] |
| Norwegia (IFPI)          | złota płyta        | 30 000+    | [ 133 ] |
| Nowa Zelandia (RMNZ)     | złota płyta        | 15 000+    | [ 134 ] |
| Polska (ZPAV)            | 2x platynowa płyta | 40 000+    | [ 135 ] |
| Portugalia (AFP)         | złota płyta        | 5 000+     | [ 136 ] |
| Stany Zjednoczone (RIAA) | platynowa płyta    | 1 000 000+ | [ 137 ] |
| Wielka Brytania (BPI)    | złota płyta        | 400 000+   | [ 138 ] |

## Historia wydania
| Obszar            | Data                 | Format                                     | Wytwórnia | Źr.           |
| ----------------- | -------------------- | ------------------------------------------ | --------- | ------------- |
| Cały świat        | 23 października 2020 | CD · digital download · media strumieniowe | Republic  | [ 10 ] [ 11 ] |
| Wielka Brytania   | 23 października 2020 | contemporary hit radio                     | Republic  | [ 12 ]        |
| Holandia          | 24 października 2020 | contemporary hit radio                     | Republic  | [ 139 ]       |
| Stany Zjednoczone | 27 października 2020 | contemporary hit radio                     | Republic  | [ 13 ]        |
| Wielka Brytania   | 31 października 2020 | adult contemporary radio                   | Republic  | [ 140 ]       |
| Włochy            | 6 listopada 2020     | contemporary hit radio                     | Universal | [ 141 ]       |